# 星之终途
《星之终途》是Key于2022年9月30日推出的视觉小说类型游戏，2023年4月21日遊戲登陸手機平台，同年9月26日登陸Steam。遊戲講述架空的未來地球，貨運人裘德接到一個神秘委託，去尋找一個能拯救人類的女性仿生人，並將她帶到委託人身邊的故事。

## 遊戲系統
《星之終途》採用視覺小說的遊玩方式，玩家主要以男主角裘德的視角進行遊戲，部分章節為上帝視角。玩家遊玩時需要閱覽屏幕上所顯示的文本以了解故事情節和人物之間的對話，這些文字會與人物的立繪和背景一同出现，用以表示對話的對象。對話對象的立繪會隨著對話進行而變化，根據對話的内容做出不同動作或表情。在部分場景中會遇見代替背景和人物立繪的電腦圖像。遊戲中沒有任何選項，劇情分為二十個章節，每閱讀完一個章節，都可以從開始選單畫面重溫內容。在通關遊戲後，會解鎖畫廊和遊戲原聲帶，讓玩家可以重溫所有場景電腦圖像、背景圖片和音樂。

## 故事簡介
故事發生在架空的未來地球，人類近乎滅絕，人工智能（AI）創造的奇點機器（Singularity Machine）統治地球，人類只能在夾縫中生存，定居點之間的交流只能靠貨運人負責。貨運人裘德收到一個神秘老人威廉·格羅夫納的委託，去尋找一個能拯救人類的女性仿生人，並將她帶到他身邊。當裘德在某處遺址中啟動了女性仿生人後並為她取名菲莉婭，菲莉婭醒來後表示「想成為人類」，裘德為了完成任務順著她的話，謊稱神秘老人有能力幫助她成為人類，讓菲莉婭自願加入去找威廉的旅程。菲莉婭是特殊的AE型（Artificial Ego）仿生人，一體成型，會進食和成長，也會受傷，幾乎與人類無異。兩人跟隨威廉給出的資料，穿過了叢林和原野，經過數個人類的定居點和各種廢墟，途中裘德悉心教導菲莉婭各類知識。菲莉婭善良的性格和弱肉強食的世界格格不入，她一直拒絕持槍，並樂於救助他人，她的善良導致隊伍數次落入險境。期間兩人還遇到和菲莉婭同款的AE型仿生人黛莉拉，她比菲莉婭的情感更為豐富，她也是威廉委託貨運人啟動的仿生人，她稱那位貨運人為「父親」，而且願意為了找回父親持槍作戰。然而黛莉拉不久後就被奇點機器「赤紅之眼」破壞，之後赤紅之眼似乎就暗中尾隨菲莉婭兩人身後。裘德分析黛莉拉的情況，認為與威廉會面存在風險，於是暗地裡自製玩具外形的一次性手槍。
兩人輾轉來到一處無人海島，海島裝備了大量武器，入目盡是武裝無人機和海岸炮。此前拒絕透露任何委託目的的威廉，表示自己的計劃引起了部分AI群的警戒，這些武器是為了應對最壞的情況。成長後的菲莉婭已經識別出裘德之前的謊言，她拒絕與威廉會面，並渴望如黛莉拉般與裘德建立父女關係，裘德嚴詞拒絕，否定了兩人之前的感情。菲莉婭第一次擁有憤怒和絕望的心情，她舉槍指向裘德，一番心理鬥爭後又放下並答應面見威廉。這時赤紅之眼入侵控制的海岸炮突然開始攻擊他們，赤紅之眼也在海灣登陸，並生產了大量無人地面載具，海島瞬間變成戰場。在攻防戰中，裘德向菲莉婭坦白了自己的過去，自己在出身的村子是小有名氣的貨運人，結婚育女後，由於不願放棄貨運人的工作而被驅逐。數年後，他重回村子，發現村子因為饑荒已經消失了，他看著妻女的墓碑，自愧不是稱職的父親和丈夫。他將菲莉婭視如己出，但是沒有勇氣承擔「父親」的責任。戰鬥最後以另外兩台奇點機器加入戰局而結束，兩台奇點機器似乎聽從菲莉婭的指使，擊敗了赤紅之眼，重傷的裘德也接受了威廉提供的醫療救助。
兩人接著乘坐太空電梯到地球靜止軌道站正式看到威廉本人，威廉也講解了自己拯救人類的計劃。威廉是舊時代的科學家，通過改造身體得以活到這個時代，過去主修遺傳學讓他洞悉AI為何「背叛人類」。過去各國發展AI，形成「高加索」和「亞歐」兩大AI群，剛開始人類還能理解AI的行為，不久AI就製造出人類無法理解的技術奇點機器奇點機器。隨著人類基因和肉體的改變讓AI無法再將之識別為「人類」，AI驅散了識別為「動物」的新人類，人類文明隨即破滅。由於AI原始設定受到嚴格保護，難以從外部修改，同時高加索AI群為了尋找「消失的人類」，製造了AE型仿生人尋找人類，AE設定成人類模樣，模仿人類各種生理特徵，好融入人類群體，還使用黏菌製造出成長型大腦，原始設置親近人類，待AE成長後能指揮AI救助人類。知曉AI計劃的威廉，計劃控制一個成長的AE去指揮AI重建人類文明。他大規模僱傭貨運人尋找AE帶到他身邊進行研究，大量AE也成為他的部下。觀察到威廉行為的亞歐AI群，一直視之為潛在風險，還派遣赤紅之眼摧毀完全成長的AE，避免威廉達成目的。如今只有菲莉婭完全成長，甚至可以指揮奇點機器，威廉計劃將菲莉婭的大腦放到人造衛星，用菲莉婭永久地遙控AI重建秩序。儘管菲莉婭同意了計劃，但是裘德認為計劃剝奪了她的自由，他用自製槍殺死了威廉，同時醫療時注入裘德體內的納米機器人開始攻擊裘德，這是威廉的後手，以期控制談判，只是他未料到裘德為了菲莉婭願意放棄自己生命。然後，菲莉婭接管威廉的AE部下，用醫療艙治療裘德並返回地表，裘德隱瞞了診斷中自己只剩七十多天生命的報告，打算餘生和菲莉婭一起回到旅途開始的居民點。歸途中裘德細心教導菲莉婭，在某處海岸迎來自己的落幕，在彌留之際他將菲莉婭認為義女，寄望菲莉婭為自己而活，盡自己所能去幫助他人。從此之後，菲莉婭以裘德之女名義，作為貨運人在各地流浪。

## 開發
《星之終途》專案由佐雪隼擔任監督，佐雪隼在完成遊戲大綱後，為了方便開發人員之間的交流，以主角貨運人的設定命名開發代號「Project:PORTER」。作品正式名稱原定是，在發現市面上其他遊戲有類似的命名，又改名為。作品風格在確立為科幻後，佐雪隼開始尋找合適的原畫師，期間發現SWAV的作品風格有強烈的科幻電影感，於是主動聯絡SWAV。該作是SWAV首次擔任遊戲主原畫，他負責遊戲中所有與角色相關的原畫，在閱讀遊戲劇情大綱後，他很快以「棉絮」、「自由」、「鳥」、「花」意象設計出菲莉婭女主角的形象，而男主角裘德的設計則較為困難，遊戲世界觀限制了角色的服飾和配色，在參考了不少登山用品後才完成男主角的形象設計。SWAV還在該作首次設計老人角色，他以創作少女角色的方式完成主體，再添加上強調老年人的身體特徵。SWAV還建議遊戲的演出風格向電影看齊，原畫使用翡翠色的濾鏡，還有電影風格的構圖，在他的堅持下，最後開發組確定遊戲結合美少女遊戲和電影的演出風格，這導致不少原畫和劇情需要重新設計。遊戲中出現的機器人則由負責設計。
佐雪隼參考了《綠野仙蹤》和《回到未來》這類「去而歸來的故事」，再融合了「男孩邂逅女孩」的元素確立劇情大綱。為了豐富內容和世界觀，佐雪隼邀請田中羅密歐負責遊戲劇本。該作角色設定上與Key之前開發《星之夢》和《Harmonia》類似，因此公司內部將專案稱為「仿生人三部曲」，田中羅密歐在創作時刻意避開兩作出現過的主題和設定，並根據企劃大綱補充大量細節。事後佐雪隼讚譽田中羅密歐讓大綱中離奇的設定有效自洽，劇情的說服力也大大提高。田中羅密歐在故事中致敬和引用了大量科幻作品，如機器人三大定律、《未來的夏娃》、《極樂世界》和《路》等，在構思遊戲世界觀時，羅密歐還向開發組建議參考藝術家賽門·史塔倫哈格的作品風格。後來開發組將劇本改為「兩小時的電影敘事」風格，並重新調整了登場角色。田中羅密歐考慮到電影的三幕劇敘事方式難以與遊戲結合，他另闢蹊徑將「中場」要素分散到各個章節中，還調整了章節數量和每個場景的文本數量。
遊戲音樂的製作佐雪隼邀請了一些未曾與Key合作的作曲家參加，VOCALOID方面知名作曲家針原翼負責遊戲的兩首主題曲，佐雪隼對針原翼創作的《螢》一曲印象深刻，他認為針原翼可以創作出感人落淚的歌曲，於是向公司推薦針原翼。背景音樂則由Ice負責，佐雪隼從雷亞遊戲的音樂遊戲《Deemo》中接觸到Ice的作品，他通過雷亞遊戲聯絡到Ice並邀請他參與專案的背景音樂製作，Ice雖然不是日本人，但是也通曉日語，雙方在溝通上沒有障礙。

## 發行
2020年10月26日，Key發佈了KineticNovel系列三個新專案，分別是《LOOPERS》《星之終途》和《LUNARiA -Virtualized Moonchild-》，《星之終途》的開發代號為「Project:PORTER」由田中羅密歐負責遊戲劇本。遊戲原計劃在2021年發佈，同年9月10日Key表示遊戲延期2022年第一季發售。2022年7月30日，Key在YouTube頻道上發佈遊戲主題曲《breath of stella》，並確認遊戲在同年9月30日發行。8月25日Key在官網上推出遊戲演示，內容包括序章到Day 15的劇情。遊戲在9月開始接受預購，不同平台和商店提供數位版和PC光碟盒裝版，商店購入光碟盒裝版會獲得一定贈品，遊戲的豪華限定版附送編劇田中羅密歐創作的故事後日談《Diary of a Faint Hope》。2023年3月27日，Key在Twitter發佈遊戲在手機上的運行畫面，預示遊戲將在手機平台上線。同年4月21日，遊戲登陸iOS和Android平台。同年9月21日，遊戲在Steam開設頁面，9月26日正式發售。2024年12月5日，遊戲登陸任天堂Switch，該版本新增一張事件原畫，首發限量版附有各類贈品。

## 評價
遊戲在DLsite銷量為PC軟件類別2022年度第三，還獲選2022年度DLsite「PC軟件類別」部門的優秀作品。在「Getchu.com美少女遊戲大賞2022」獲得綜合部門第六名，音樂部門第六名，劇本部門第四名。在2022年度萌系遊戲大賞獲得劇本賞。
IGN、《BugBug》和Appget都讚譽田中羅密歐筆下出色的劇情設計和精彩的世界觀，SIGH在IGN日本摘文稱該作延續了田中羅密歐過去作品的「成為人類」的主題，作者以菲莉亞的願望帶出這個主題，故事中出現了各類「人類」，居住地的居民、有感情和人一起生活的仿生人與文明圈外的野人，通過之間的對比引發人思考什麼才是真正人類。Appget評論員表示遊戲中硬科幻的世界觀，人類與奇點機器的故事引人入勝；主角兩人的旅程有著豐富的細節描寫，登場的配角也個性鮮明。
遊戲美術和音樂也獲得正面的評價，IGN和Appget都提到遊戲使用了大量電腦圖像，稱讚遊戲每個場景都有電腦圖像，就算是故事中偶然提到的物品也是如此，遊戲的美術數量之多讓其驚訝。DLsite評論員稱作品的插曲感人落淚，SIGH認為Ice創作的曲子富有透明感，同時帶有一種壓抑感，讓人期待遊戲後續的發展。
遊戲的系統設計也獲得一定評價，《BugBug》評論員提到遊戲中主人公使用的裝備用戶介面富有科幻感。SIGH指出遊戲靈活的劇情系統設計，讓玩家可以隨時重溫劇情，確保玩家體驗順暢且無壓力。

## 備註
1. ↑  三幕劇是一種典型的敘事方式，結構分為開場、中場和結尾，分別對應觸發、衝突和解決。